# Donne, mitra e diamanti
Donne, mitra e diamanti (Le gentleman de Cocody) è un film del 1965 diretto da Christian-Jaque.